# Venoge
La Venoge è un fiume svizzero.

## Geografia
La Venoge nasce a L'Isle nel Canton Vaud e sfocia nel lago di Ginevra.

## Storia
La Venoge si chiamava Venobia nell'814, Venubia nel 937, Vinogia nel XII secolo, Venopia nel 1313 e Venogy nel 1316. Il suo nome è probabilmente di origine celticaga.

## Percorso
- Svizzera
  - Canton Vaud
    - L'Isle
    - Cuarnens
    - La Chaux
    - Moiry
    - Chevilly
    - Ferreyres
    - La Sarraz
    - Eclépens
    - Lussery-Villars
    - Daillens
    - Cossonay
    - Penthalaz
    - Penthaz
    - Gollion
    - Vufflens-la-Ville
    - Aclens
    - Bussigny
    - Bremblens
    - Echandens
    - Ecublens
    - Denges
    - Préverenges
    - Saint-Sulpice

## Affluenti
- Le Veyron
- La Molombe